# Castle Hill, New South Wales
Castle Hill är en del av en befolkad plats i Australien. Den ligger i kommunen The Hills Shire och delstaten New South Wales, i den sydöstra delen av landet, omkring 24 kilometer nordväst om delstatshuvudstaden Sydney. Antalet invånare är 35 389.
Runt Castle Hill är det mycket tätbefolkat, med 1 056 invånare per kvadratkilometer.. Närmaste större samhälle är Blacktown, nära Castle Hill. 
Runt Castle Hill är det i huvudsak tätbebyggt. Genomsnittlig årsnederbörd är 1 380 millimeter. Den regnigaste månaden är februari, med i genomsnitt 200 mm nederbörd, och den torraste är juli, med 36 mm nederbörd.